# CUL2
CUL2‏ (Cullin 2) هوَ بروتين يُشَفر بواسطة جين CUL2 في الإنسان.